# جون بريفورد
جون بريفورد (بالإنجليزية: John Brayford) (29 ديسمبر 1987 بستوك أون ترينت في المملكة المتحدة - ) هو لاعب كرة قدم بريطاني في مركز الدفاع. شارك مع منتخب إنجلترا لكرة القدم C ‏. أما مع النوادي، فقد لعب مع ديربي كاونتي وشيفيلد يونايتد وكارديف سيتي ونادي كرو ألكساندرا ونادي بيرتن ألبيون.

## وصلات خارجية
- جون بريفورد على موقع قاعدة بيانات كرة القدم.إي يو (الإنجليزية)
- جون بريفورد على موقع Soccerbase.com (لاعب) (الإنجليزية)
- جون بريفورد على موقع Soccerway.com (الإنجليزية)
- جون بريفورد على موقع عالم كرة القدم.نت (الإنجليزية)
- جون بريفورد على موقع AS.com (الإسبانية)